# Віїшоара (Штефан-чел-Маре, Бакеу)
Віїшоара (рум. Viișoara) — село у повіті Бакеу в Румунії. Входить до складу комуни Штефан-чел-Маре.
Село розташоване на відстані 208 км на північ від Бухареста, 37 км на південь від Бакеу, 116 км на південний захід від Ясс, 126 км на північний захід від Галаца, 117 км на північний схід від Брашова.

## Населення
За даними перепису населення 2002 року у селі проживали 687 осіб, усі — румуни. Усі жителі села рідною мовою назвали румунську.